# Ганс Гайдтманн
Ганс Гайдтманн (нім. Hans Heidtmann; 8 серпня 1914, Любек — 5 квітня 1976, Гамбург) — німецький офіцер-підводник, капітан-лейтенант крігсмаріне, капітан-цур-зее бундесмаріне. Кавалер Лицарського хреста Залізного хреста.

## Біографія
8 квітня 1934 року вступив на флот. Служив на легкому крейсері «Дойчланд». В січні 1938 року переведений в підводний флот. Командував навчальними підводними човнами U-2 (7 липня — 5 серпня 1940), U-14 (серпень — 29 вересня 1940) і U-21 (1 серпня — 20 грудня 1940) в складі 21-ї флотилії. 27 лютого 1941 року призначений командиром підводного човна U-559 (Тип VII-C), на якому зробив 10 походів (провівши в морі загалом 247 днів). Після 2 походів в Атлантику човен у вересні 1941 року пройшов Гібралтар і увійшов в Середземне море.
30 жовтня 1942 року човен був потоплений Середземному морі північно-східніше Порт-Саїд (32°30′ пн. ш. 33°00′ сх. д.) глибинними бомбами британських есмінців «Пекенгам», «Петард», «Хіроу», «Далвертон» та «Гарворт» після виявлення британським Веллслі. 7 членів екіпажу загинули, 38 (включаючи Гайдтманна) врятовані. Всього за час військових дій потопив 5 кораблів загальною водотоннажністю 12 871 брт і безповоротно пошкодив 2 кораблі (6 117 брт).
| Дата              | Назва судна                          | Тип                   | Тоннаж | Вантаж                                              | Екіпаж                               | Загиблі | Прапор держави     | Конвой |
| ----------------- | ------------------------------------ | --------------------- | ------ | --------------------------------------------------- | ------------------------------------ | --- | ------------------ | ------ |
| 19 серпня 1941    | Alva                                 | Торговий пароплав     | 1,584  | 2300 тонн вугілля                                   | 25                                   | 1 | Британська імперія | OG 71  |
| 27 листопада 1941 | «Парраматта»                         | Шлюп                  | 1,060  |                                                     | 162                                  | 138 | Австралія          |        |
| 23 грудня 1941    | Shuntien                             | Пасажирський пароплав | 3,059  | 850-1100 італійських і німецьких військовополонених | 88 (з них 18 артилеристів)           | 22 моряки (загальна кількість жертв — близько 700, точна кількість загиблих артилеристів і полонених невідома) | Британська імперія | TA-5   |
| 26 грудня 1941    | Warszawa                             | Торговий пароплав     | 2,487  | Війська та військове спорядження                    | 468 (з них 416 військових-пасажирів) | 23 | Польща             | AT-6   |
| 10 червня 1942    | Athene                               | Тепловий танкер       | 4,681  | 6000 тонн авіаційного палива                        | 31                                   | 14 | Норвегія           | AT-49  |
| 10 червня 1942    | Brambleleaf (безповоротно втрачений) | Танкер-заправник      | 5,917  | Мазут, дизельне паливо та моторне масло             | 60                                   | 7 | Британська імперія | AT-49  |
| 12 жовтня 1942    | Bringhi (безповоротно втрачений)     | Вітрильник            | 200    |                                                     |                                      | | Єгипет             |        |

З жовтня 1942 року утримувався в різних таборах для військовополонених в Єгипті, Канаді та Англії. У травні 1947 року звільнений. З січня 1958 по вересень 1972 року служив в бундесмаріне.

## Звання
- Кандидат в офіцери (8 квітня 1934)
- Кадет (26 вересня 1934)
- Фенріх-цур-зее (1 липня 1935)
- Обер-фенріх-цур-зее (1 січня 1937)
- Лейтенант-цур-зее (1 квітня 1937)
- Оберлейтенант-цур-зее (1 квітня 1939)
- Капітан-лейтенант (1 жовтня 1941)

## Нагороди
- Медаль «За вислугу років у Вермахті» 4-го класу (4 роки; 8 квітня 1938)
- Іспанський хрест в бронзі з мечами (6 червня 1939)
- Медаль «У пам'ять 1 жовтня 1938» (16 вересня 1939)
- Нагрудний знак підводника (26 листопада 1939)
- Залізний хрест
  - 2-го класу (27 листопада 1939)
  - 1-го класу (23 грудня 1941)
- Лицарський хрест Залізного хреста (12 квітня 1943)